# ハークスベルヘン
ハークスベルヘン（オランダ語: Haaksbergen [ˈɦaːksˌbɛrɣə(n)] ( 音声ファイル)）は、オランダ東部のオーファーアイセル州のトウェンテ地方にある基礎自治体（ヘメーンテ）および町。

## 地区
- ブールセ (Buurse)
- ハークスベルヘン (Haaksbergen)
- シント・イシドルスフーフェ (St. Isidorushoeve)

2013年に作製されたハークスベルヘン市の地図

## ゆかりの人物
- ニキ・レフェリンク - サッカー選手
- ブラム・タンキンク - 自転車競技選手